# Chungha
Chungha, pseudonimo di Kim Chan-mi (Seul, 9 febbraio 1996), è una cantante, ballerina e coreografa sudcoreana.

## Biografia

### Vita e pre-debutto
Chungha nasce il 9 febbraio 1996 a Seul. Dopo essersi trasferita per otto anni a Dallas, in Texas, torna in Corea del Sud per realizzare il suo sogno di diventare un'idol. In risultato di ciò, Chungha è bilingue, parlando fluentemente sia il coreano che l'inglese. Si laurea in danza alla Sejong University ed inizia a fare varie audizioni per case discografiche sudcoreane importanti. Viene presa nella JYP Entertainment, ma in seguito si sposta nella MNH Entertainment, in preparazione al suo debutto.

### 2016-2017: Produce 101, I.O.I e debutto solistico
Dal 22 gennaio al 1º aprile 2016 Chungha partecipa allo show di competizione musicale sudcoreano Produce 101, rappresentando la sua agenzia. Posizionandosi al 4º posto, Chungha debutta nel girl group I.O.I, con l'EP Chrysalis.
Durante l'estate il gruppo torna con il secondo singolo "Whatta Man", la cui coreografia è stata composta anche dalla stessa Chungha. Il 30 giugno appare nel dramma sudcoreano Entourage, insieme alla compagna di gruppo Im Na-young.
Il 21 dicembre l'agenzia della cantante, MNH Entertainment, annuncia che dopo lo scioglimento delle I.O.I nel gennaio 2017, Chungha avrebbe debuttato come solista.
Il 10 gennaio 2017, Chungha viene selezionata per essere una presentatrice dello show di EBS Ah! Sunday – A Running Miracle. In questo programma Chungha mostra come migliorare il proprio corpo con il fitness.
Il 21 aprile pubblica un singolo "pre-rilascio" intitolato "Week", estratto dal primo EP. Successivamente il 7 giugno pubblica l'EP di debutto ufficiale, chiamato Hands on Me, con il singolo di debutto "Why Don't You Know?".
In seguito Chungha appare nell'album di esordio del cantante Kim Samuel nella canzone "With U" e nel singolo di Babylon "La La La".
Il 19 settembre viene annunciato che sarebbe stata una presentatrice del programma sudcoreano Please Take Care of My Vanity, a fianco di Leeteuk dei Super Junior e Han Chae-young. Il 22 novembre viene anche pubblicato il suo reality show Chungha's Free Month.

## Discografia

### Album in studio
- 2021 – Querencia
- 2022 – Bare & Rare

### EP
- 2017 – Hands on Me
- 2018 – Offset
- 2018 – Blooming Blue
- 2019 – Flourishing
- 2025 – Alivio

### Singoli
- 2017 – Week
- 2017 – Why Don't You Know
- 2018 – Roller Coaster
- 2018 – Love U
- 2018 – Whatcha Doin' (con Yesung)
- 2018 – Wow Thing (con Kang Seul-gi, SinB e Jeon So-yeon)
- 2019 – Gotta Go
- 2019 – Snapping
- 2019 – Run (con Grizzly)
- 2020 – Loveship (con Paul Kim)
- 2020 – Stay Tonight
- 2020 – Be Yourself
- 2020 – Play
- 2020 – Bad Boy (con Christopher)
- 2020 – Dream of You (con R3HAB)
- 2021 – X (걸어온 길에 꽃밭 따윈 없었죠)
- 2021 – Bicycle
- 2021 – Demente (feat. Guaynaa)
- 2021 – My Lips... Like Warm Coffee (con Colde)
- 2021 – Killing Me
- 2022 – Sparkling
- 2022 – When I Get Old (con Christopher)
- 2024 – EENIE MEENIE (con Hongjoong)
- 2024 – I'm Ready
- 2024 – Algorithm
- 2024 – Sleigh
- 2024 – There Goes Santa Claus
- 2025 – Stress

## Filmografia

### Televisione
- Entourage (안투라지?) – serie TV (2016)[18]
- YG Future Strategy Office (YG전자?, YG jeonjaLR) – webserie, episodio 4 (2018)[19]
- Top Management (탑 매니지먼트?) – webserie (2018)